# 肉汁清湯
肉汁清湯(meat broth)，在法國飲食文化裡面bouillon，是指高湯。這名字的來源是動詞bouillir，代表將…煮沸。
注意這裡所說不是海地的bouillon soup或者高湯（stock）。高湯與肉汁清湯的作法相似，但是在法式料理的目的不同。